# 卡斯特罗 (贝加莫省)
卡斯特罗（義大利語：Castro），是意大利贝加莫省的一个市镇。总面积4平方公里，人口2511人，人口密度627.8人/平方公里（2009年）。国家统计（ISTAT）代码为075096。